# Róbert Pich
Róbert Pich (ur. 12 listopada 1988 w Svidníku) – słowacki piłkarz, występujący na pozycji pomocnika, jeden z pięciu cudzoziemców z największą liczbą występów w klubach Ekstraklasy.
Wychowanek Tesli Stropkov, w trakcie kariery występował także w Slavii Praga B, Šporcie Podbrezová, Dukli Bańska Bystrzyca, MŠK Žilina, Śląsku Wrocław, 1. FC Kaiserslautern, Legii Warszawa i Othellosie Atienu. 4 stycznia 2024 roku rozwiązał kontrakt z Legią Warszawa za porozumieniem stron. Ma za sobą jeden występ w reprezentacji Słowacji do lat 21.

## Sukcesy

### MŠK Žilina
- Mistrzostwo Słowacji: 2011/2012[2]
- Puchar Słowacji: 2011/2012[2]

### Legia Warszawa
- Puchar Polski: 2022/2023[2]